# SWANS Initiative

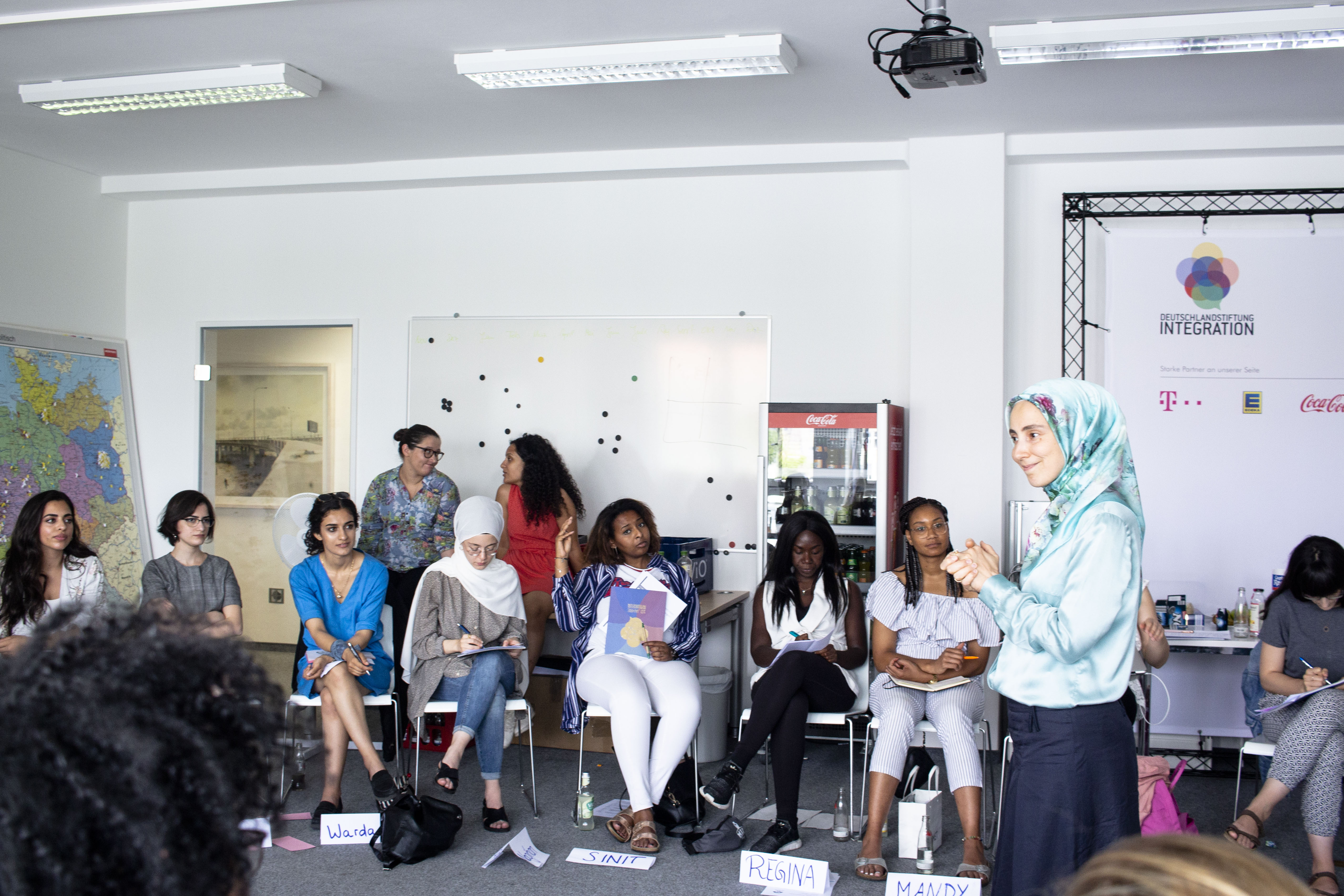
Zur Förderung gehören auch Schulungen um das Thema Berufseinstieg.

Die SWANS Initiative gGmbH ist eine als gemeinnützig anerkannte und ehrenamtliche Organisation, die Studentinnen und junge Akademikerinnen mit Zuwanderungsgeschichte, Schwarze Frauen und Women of Color (BIWoC) bei allen Themen rund um Beruf und Karriere fördert. Das Angebot von SWANS umfasst unter anderem Schulungen, Netzwerkveranstaltungen und Unterstützung bei Bewerbungen. Außerdem porträtiert sie in ihrem Vorbilder-Blog regelmäßig in akademischen Berufen erfolgreiche Frauen aus der Zielgruppe.
Als eigenen Angaben zufolge erste und einzige Organisation im deutschsprachigen Raum, die gezielt hier aufgewachsene Studentinnen und junge Akademikerinnen aus geflüchteten und eingewanderten Familien fördert, wurde sie unter anderem ausgezeichnet von Bundeskanzlerin Angela Merkel, der United Nations Alliance of Civilizations und vom Europäischen Wirtschafts- und Sozialausschuss. Zu den aktuellen und bisherigen Förderern von SWANS gehören u. a. die Bundesregierung (Förderprogramm „Demokratie leben!“ des Bundesfamilienministeriums), die Robert Bosch Stiftung und die Integrationsbeauftragte des Bundes.

## Struktur
Seit dem ersten Seminar im März 2017 hat sich ein Team aus Ehrenamtlichen zusammengefunden, die sich neben Beruf, Studium und/oder Familie für SWANS engagieren. Die Idee zur Initiative entstand im Rahmen des Mentoring-Stipendium GEH DEINEN WEG der Deutschlandstiftung Integration gGmbH, wo sich einige der SWANS-Teammitglieder kennen gelernt haben. Nach fünf Jahren Engagement im Initiative-Format hat sich SWANS 2022 zur SWANS Initiative gGmbH gegründet und steht als solche unter dem Eintrag HRB 243378 im Handelsregister beim Amtsgericht Berlin-Charlottenburg.

## Ziele
SWANS hat es sich zum Ziel gesetzt, hochqualifizierten Frauen mit Migrationshintergrund zu einer angemessenen politischen, kulturellen und wirtschaftlichen Teilhabe zu verhelfen. Grund dafür ist, dass ihre Zielgruppe gemessen an ihrem Bevölkerungsanteil in deutschen Entscheidungspositionen unterrepräsentiert ist, laut Statistischem Bundesamt auf dem Arbeitsmarkt weiterhin benachteiligt werden und sich bei gleicher Qualifikation bis zu siebenmal so oft bewerben muss wie eine Frau mit weißer Hautfarbe und deutsch klingendem Namen.

## Preise und Auszeichnungen
Seit Beginn ihrer Aktivitäten 2017 ist die SWANS Initiative von verschiedenen Institutionen nominiert und ausgezeichnet worden:
- Bundeskanzlerin Angela Merkel, Startsocial-Bundesauswahl 2018[14]
- Europäischer Wirtschafts- und Sozialausschuss, 2. Platz Zivilgesellschaftspreis 2018[15]
- EU-Kommission in Deutschland, Berliner Senatsverwaltung: Nominierung Blauer Bär für Europaengagement 2019[16]
- Projekt der Woche bei der „Woche des bürgerschaftlichen Engagements“ 2019, gefördert vom Bundesfamilienministerium[17]
- Gerda Henkel Stiftung: Million Chances Award 2019 (Publikumspreis),[18] übergeben von Influencer Riccardo Simonetti[19]
- Aktiv-Preisträgerin 2019 des Bündnisses für Demokratie und Toleranz und der Bundeszentrale für politische Bildung[20]
- Deutscher Demografie Preis 2020: Nominierung in der Kategorie Diversity[21]
- Nominierung für emotion.award 2021, Hand in Hand Sonderpreis für besonders engagierte Teams[22]
- Erster Preis und 20.000 Euro beim Wirkungsfonds Preis 2021 von Deutsche Bank und Social Impact gGmbh[23]
- Cusanus-Preis 2021 für herausragendes ehrenamtliches Engagement des katholischen Begabtenförderwerks Cusanuswerk[24]
- Intercultural Innovation Hub 2023 der United Nations Alliance of Civilizations und der BMW Group, verliehen von UN-Unter-Generalsekretär Miguel Ángel Moratinos und BMW-Vorständin Ilka Horstmeier[25]
- Mitgründerin und Geschäftsführende Gesellschafterin Martha Dudzinski ist zudem eine von 100 Gründern, Machern und Kreativen auf der Business Punk Watchlist 2020[26], eine von 25 Zukunftsmacherinnen 2021 von Business Insider Deutschland[27] und Finalistin der „Being Edinburgh 2022“ Alumni Auszeichnung der University of Edinburgh.[28]